# O Rato Que Ruge

O Rato Que Ruge (em inglês:  The Mouse That Roared) é um filme britânico de 1959 do gênero comédia, dirigido por Jack Arnold. Em 1963 foi realizada a sequência, The Mouse on the Moon. Baseado em livro homônimo de 1955 do escritor irlandês Leonard Wibberley que pertence a uma série literária de sátira à política internacional e outros temas mundiais da época, que criou para isso um país fictício da Europa, fronteiriço à França e Suiça, chamado de "Grão-Ducado de Fenwick". 

## Elenco principal
- Peter Sellers...Duquesa Gloriana XII / Primeiro-Ministro Rupert "Bobo" Mountjoy / Marechal Tully Bascomb
- Jean Seberg...Helen Kokintz
- William Hartnell...Will Buckley
- David Kossoff...Professor Alfred Kokintz
- Leo McKern...Benter
- MacDonald Parke...General Snippet
- Austin Willis...Secretário de Defesa.

## Sinopse
A economia de Fenwick está na bancarrota, pois o vinho, seu único produto de exportação, sofre a concorrência de um produto similar mais barato criado nos Estados Unidos da América, seus antigos importadores. Então a governante do país, a Duquesa Gloriana XII, é convencida pelo primeiro-ministro "Bobo" Mountjoy a declarar guerra aos americanos, com o único propósito de perder e depois conseguir financiamento para a "reconstrução", numa referência satírica ao Plano Marshall.
Mountjoy incumbe o atrapalhado Marechal Tully Bascomb de liderar a força de ataque, que invade Nova Iorque munida de arcos e flechas. A invasão é completamente ignorada pelas autoridades americanas, pois a declaração de guerra de Fenwick(que anteriormente havia sido até motivo de riso para o ministro americano das relações exteriores) se extraviara no meio da papelada diplomática. Em Nova Iorque, todos estão ocultos sob abrigos subterrâneos por causa do teste de uma nova bomba superpoderosa. Sem ninguém para combater, os 22 arqueiros vagueiam pelas ruas e por mero acaso encontram o cientista responsável pelo desenvolvimento da bomba e sua filha, sequestrando-os e levando-os com o poderoso artefato para Fenwick, juntamente com alguns oficiais do exército americano. 
Ao retornar ao país, Bascomb conta à incrédula Duquesa sobre a mudança de planos e que Fenwick havia "vencido a guerra". De fato, ao saber que a poderosíssima Bomba "Q", capaz de destruir todo um continente, estava em poder do diminuto e quase desconhecido país, as autoridades americanas veem que não lhes resta alternativa a não ser render-se a Fenwick. 
O país, por fim, acaba impondo aos Estados Unidos algumas sanções, como o pagamento de um milhão de dólares e a retomada do mercado americano para seu vinho, além do completo armistício mundial.